# 2014年ソチオリンピックのルクセンブルク選手団
2014年ソチオリンピックのルクセンブルク選手団（2014ねんソチオリンピックのルクセンブルクせんしゅだん）は、2014年2月7日から23日までロシアのソチで開催されたソチオリンピックルクセンブルク選手団の名簿。

## 選手団
- 人員: 選手 1人
- 開会式旗手: カリ・ペータース

## クロスカントリースキー
- カリ・ペータース

男子スプリント (予選敗退、79位、4:13.08)